# Kapa z Piotrawina

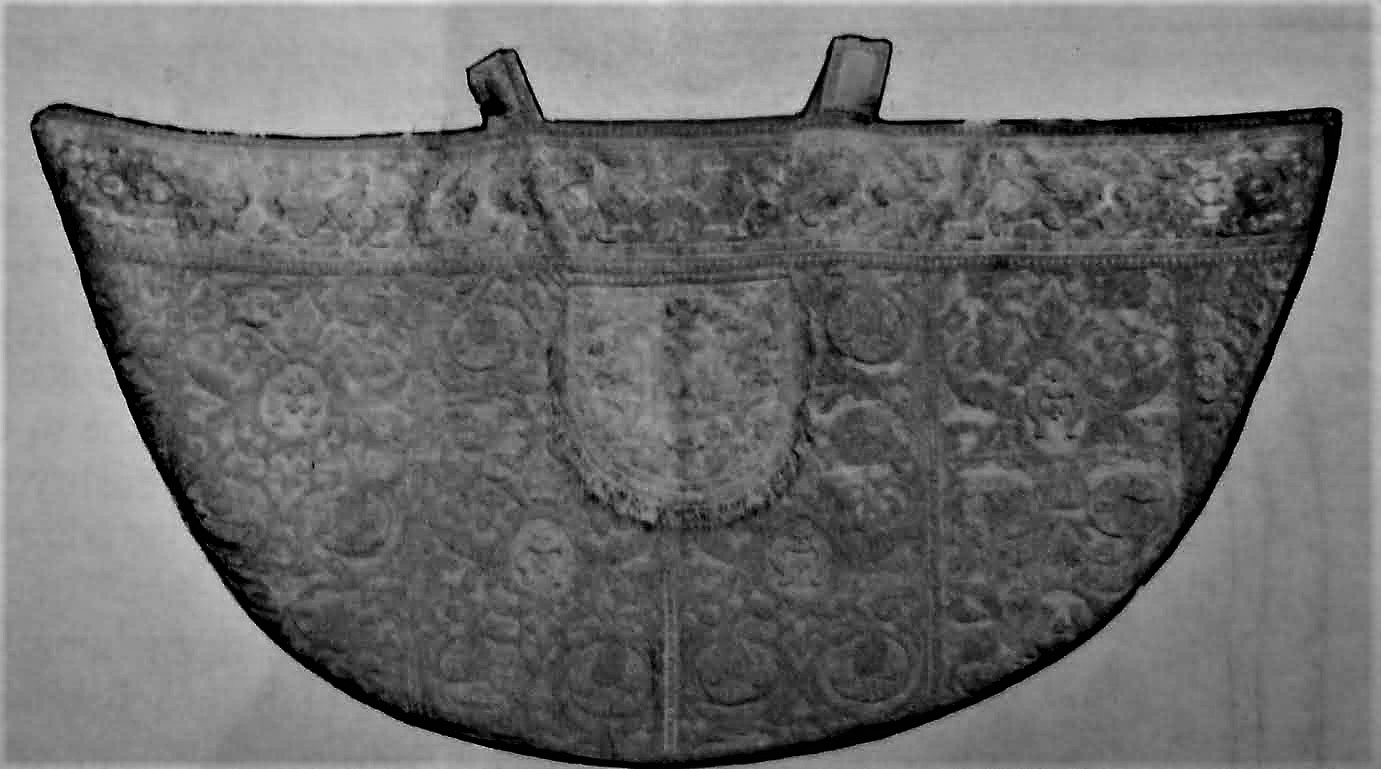
Widok ogólny

Kapa z Piotrawina – zabytkowa kapa liturgiczna, cenny obiekt kultowy i historyczny, w którym, według tradycji (zapisanej m.in. w niektórych XIX-wiecznych inwentarzach wizytacyjnych) św. Stanisław Szczepanowski wskrzesił Piotrowina. 

## Opis
Mimo podań łączących kapę z wskrzeszeniem Piotrowina jest mało prawdopodobne, by rzeczywiście związek taki miał miejsce. Tkaninę łączyć natomiast należy z Piotrem Tylickim, biskupem krakowskim i fundatorem kościołów w tym mieście, którego herb (Lubicz) jest powtarzalnym motywem zdobniczym szaty. 
Sama kapa powstała najpewniej w początku XVII wieku w nieznanym warsztacie. Jest cennym przykładem technik tkackich późnego renesansu, reprezentując jeden z bogatszych włoskich brytów brokatowych (złotogłów). Została wykonana na indywidualne zamówienie biskupa Tylickiego. Jej osnowa jest jedwabna, a wątek pętelkowy, wykonany złotą nicią. Na czterech brytach, symetrycznie, rozmieszczono koliste kartusze herbowe (Lubicz) pod infułą. Dopełnieniem warstwy zdobniczej szaty jest motyw kwiatu ostu, wplecionego w grube łodygi roślinne z liśćmi. Łodygi pospinane są klamrami (pierścieniami). Bryty włoskie dopełniono w polskim warsztacie hafciarskim pasem-pretekstą, nawiązującym do stylistyki weneckiej powtarzalnym motywem herbowym. Ornament rollwerkowy i wstęgowo-cęgowy wypełnia dekorację obramiającą kartusze. Uzupełniony jest stylizowanymi elementami kwiatowymi i liściastymi. Całość obramia bordiura z kwiatami. Kaptur zawieszony na zapinkach wypełnia scena przedstawiająca Chrystusa wręczającego Świętemu Piotrowi klucze do Królestwa Niebieskiego, a pole z tym wizerunkiem obramia motyw wstęgowo-cęgowy wraz ze stylizowanymi wizerunkami kwiatowymi. Bordiura i galon z plecionką zakończone są za pomocą frędzli. Zarówno kaptur, jak i pas są bogato i barwnie haftowane nićmi złotymi, srebrnymi i jedwabnymi, ściegiem płaskim i na podkładzie. Polskie elementy kapy są osadzone we wzornictwie europejskim i wykonane na dobrym poziomie warsztatowym.

## Historia
Do 1939 kapa była przechowywana w metalowej, przeszklonej szafie w kościele św. Stanisława Biskupa i św. Tomasza Apostoła w Piotrawinie. W czasie II wojny światowej zaginęła. Odnalazła się w 1990 podczas remontu dachu kościoła pod warstwą gruzu i śmieci wraz z pewną ilością darów wotywnych. Z uwagi na wilgoć i warunki, w jakich szata przebywała, jej zniszczenia sięgały 70%. Renowację przeprowadziło Centralne Muzeum Włókiennictwa z Łodzi. Pracami kierowała Ewa Weigt. 
Wcześniej kapa w 1859 poddawana była reperacji w Warszawie, co sfinansował Aleksander Narcyz Przezdziecki z inicjatywy księdza Mikołaja Bojarskiego, ówczesnego proboszcza piotrawińskiego. Z tego okresu pochodzą podszewka i galon.
Mimo że badania naukowe przeprowadzone przez konserwatorów nie potwierdziły związku kapy z legendą o wskrzeszeniu Piotrowina, to wierni traktują ją nadal jako świętą relikwię. Szatę wypożyczono na Wawel, na wystawę Wawel 1000 - 2000, która trwała od 5 maja do 30 lipca 2000.